# 살리타이
살리타이(몽골어: ᠰᠠᠷᠢᠳᠠᠭ Saridaγ, 撒里台, ? ~ 1232년)는 몽골 제국의 장군이다. 몽골 잘라이르부 출신이며 궁술에 능하여 칭기즈칸의 신임을 받았다. 활을 잘 쏘는 사람이라는 코르치(Qorchi, 豁儿赤)라는 별명이 있다. 그의 이름 살리타는 '눈이 쌓인 산봉우리'라는 뜻이다.
1231년에 몽골의 사신 저고여가 고려 사람에게 피살되었다는 이유로 고려에 쳐들어왔다가 귀주에서 박서에게 패하였지만, 다시 개성 성의문 밖까지 쳐들어왔다. 고려 조정의 제의로 화해를 맺고 철수하였다. 그러나 고려가 서울을 강화로 옮기고 싸울 뜻을 보이자, 이듬해 다시 쳐들어와 처인성 전투에서 (지금의 경기도 용인시) 승려인 김윤후에게 사살 당하였다.

## 살리타이가 등장한 작품

### 드라마
- 《무인시대》(KBS, 2003년~2004년, 배우:이범우)
- 《무신》(MBC, 2012년~2012년, 배우:이동신)

## 참고 자료
- 이 문서에는 다음커뮤니케이션(현 카카오)에서 GFDL 또는 CC-SA 라이선스로 배포한 글로벌 세계대백과사전의 내용을 기초로 작성된 글이 포함되어 있습니다.